# Chorozinho-de-asa-vermelha-do-norte
Formigueirinho-d'asa-ruiva, chorozinho-da-amazónia ou chorozinho-de-asa-vermelha-do-norte (nome científico: Herpsilochmus frater) é uma espécie de ave que pertence à família dos tamnofilídeos.
A espécie foi anteriormente classificada como uma subespécie de Herpsilochmus rufimarginatus. Seu nome popular em língua inglesa é "Rusty-winged antwren".